# Geamia Abdul Medgid
Geamia Abdul Medgid (numită și Moscheea Mare) a fost construită în perioada 1859 – 1865 de Guvernul Otoman în orașul Medgidia.
În prezent geamia este cea mai veche clădire din oraș și una din cele două lăcașe de cult islamic din Medgidia.
Clădirea, situată pe str. Decebal nr. 20, este înscrisă în Lista monumentelor istorice din județul Constanța cu Cod LMI CT-II-m-A-02904.

## Context istoric
Războiul Ruso-Turc (1828–1829) a avut ca urmare și distrugerea completă a orașului Medgidia, populația fiind dispersată în localitățile din jur. După Războiul Crimeii (1853-1856), Said-pașa, guvernatorul otoman al Dobrogei, a așezat circa 6.000 de tătari emigrați din Crimeea pe locul vechiului oraș distrus, pe care l-a reclădit după aproape 30 de ani.
Sultanul Abdul-Medjid (1839-1861) a emis la 2 septembrie 1857 un firman pentru construirea geamiei, care a primit apoi numele sultanului.

## Construcția
Este o construcție monumentală, de formă pătrată, în stil neoclasic specific arhitecturii islamice, executată din piatră de calcar fasonată manual, și lemn de cedru, adus din Liban.
Minaretul, înalt de 25 m, cu scară interioară în spirală și terasă circulară în partea superioară, este construit tot din piatră de calcar. Interiorul este neschimbat de la construcție și păstrează în original, toate detaliile.
Clădirea, care a fost executată și întreținută de Guvernul Otoman, a fost deservită încă de la înființare de un imam, un hatip și un muezin.

## Evenimente
- La 18 noiembrie 2006 o delegație din partea Ministerului Justiției din Turcia, condusă de ministrul Justiției din Turcia, Cemil Cicek, a vizitat orașul Medgidia. Vizita s-a încheiat cu participarea delegației din Turcia la rugăciunea de prânz la Geamia Abdul Medgid.[5]

- În anul 2011 ministrul de externe al Turciei, Ahmet Davutoglu, a făcut o scurtă vizită în România, în cursul căreia a vizitat și Geamia Abdul Medgid.[6]